# Tanjung Mesjid
Tanjung Mesjid is een bestuurslaag in het regentschap Aceh Utara van de provincie Atjeh, Indonesië. Tanjung Mesjid telt 685 inwoners (volkstelling 2010).